# Bataille de Fontenoy-en-Puisaye
Pour les articles homonymes, voir Bataille de Fontenoy (homonymie) et Fontenoy.
La bataille de Fontenoy-en-Puisaye eut lieu le 25 juin 841 sur le territoire de l'actuelle commune de Fontenoy (Yonne), « au cœur » de la Puisaye.
Elle opposa Lothaire Ier, le fils aîné de Louis Ier le Pieux, à ses deux frères, Louis le Germanique et Charles le Chauve. Leur neveu, le roi Pépin II d'Aquitaine, fils de feu Pépin Ier, se rangea du côté de Lothaire.

## Situation et alliances
Suivant l'accord de Worms du 28 mai 839 (ou du 30 mai 839 selon les sources), le partage de l'empire donne à Lothaire Ier tous les territoires se trouvant à l'est de la Meuse, sauf la Bavière qui reste à Louis le Germanique. Son demi-frère, Charles le Chauve, reçoit tout ce qui se situe à l'ouest de cette même rivière avec aussi la Provence, Lyon, Toul et Genève. 
Cette décision, qui prive Pépin II de son royaume d'Aquitaine, provoque la révolte de ses partisans contre son grand-père, Louis Ier le Pieux. Ce dernier, réunissant une grande armée, part les combattre. Tandis qu'il marche sur eux, il apprend que son autre fils, Louis le Germanique, également insatisfait, a envahi la Thuringe. Louis Ier le Pieux met alors ses troupes à la poursuite du fils rebelle mais tombe malade à Salz. Voyant la fin venir, il envoie sa couronne et son épée à Lothaire « à condition qu’il reste fidèle à Judith et à Charles et qu’il laisse à son plus jeune frère la part de royaume que, devant Dieu et les grands, il lui avait attribuée ». Et au moment de mourir, il murmure à propos de Louis le Germanique : « Je lui pardonne, mais dites-lui que Dieu, vengeur des pères, punit dans la colère les enfants rebelles ». Le 20 juin 840, Louis le Pieux meurt près d'Ingelheim, dans une île au milieu du Rhin.
Le 24 juillet 840 à Strasbourg, le nouvel empereur Lothaire Ier, reniant tous ses serments et ne jurant que par l’ordinatio imperii de 817, déclare que tout doit être sous son contrôle et refuse de donner une part à Charles en dépit des supplications de Judith, la mère de ce dernier. En outre, Lothaire annonce qu’il va venir prendre possession de l’empire, et incite son neveu Pépin II à se rallier à lui.
Louis le Germanique, réclamant lui aussi tout ce que son père lui avait accordé en 831 et 833, décide de s'allier à Charles afin de récupérer ensemble leurs possessions.
Devant ces menaces de guerre, les alliances se décident. Les comtes Ermenaud (Hermenold) d'Auxerre, Arnoul de Sens, fils illégitime de Louis le Pieux, et l'évêque Audri d'Autun prennent parti pour Lothaire. De même le comte de Paris, Girard II qui a épousé Berthe, sœur d'Ermengarde de Tours, femme de Lothaire, est dans le camp de son beau-frère. De son côté Charles peut compter sur Guerin de Provence (ou Garin ou Warin), Aubert d'Avallon et l'évêque Thibaut de Langres.
Après avoir essayé de soumettre sans succès son frère Louis le Germanique, Lothaire s'attaque à Charles. Début octobre 840, il rentre en Francie, et menace de mort tous les seigneurs qui ne viennent pas lui rendre hommage. Pendant ce temps, Charles, ayant quitté depuis le 10 août 840 l'Aquitaine où il était retenu par les troubles menés par Pépin II, regagne le palais de Quierzy avec une petite escorte. À Quierzy, Charles rassemble une armée et part en guerre contre Lothaire qui a déjà atteint la Loire. 
En novembre 840, les deux armées se font face aux environs d'Orléans, elles campent à six lieues l'une de l'autre. L'hiver approchant, et après de nombreuses tractations, Charles et Lothaire décident de faire une trêve. Ils décident ensemble qu'au terme de cette trêve, Lothaire conserverait les territoires qu'il vient de conquérir à Charles, et que ce dernier conserverait le royaume d'Aquitaine augmenté de la Septimanie et de dix comtés situés entre Seine et Loire. Ils se donnent rendez-vous pour le 8 mai de l'année suivante à Attigny afin de régler les conditions d'applications de cet accord. Lothaire n'ira pas à cette rencontre.

## Bataille
Le fait que Lothaire ne se présente pas comme prévu à Attigny est considéré comme une déclaration de guerre. Les préparatifs s'engagent dans les deux camps. En mars 841, les Bourguignons fidèles à Guérin rejoignent leur roi. En mai, c'est Louis le Germanique et ses troupes qui les rejoignent à Châlons-sur-Marne. En juin, Pépin II et ses Aquitains retrouvent Lothaire à Auxerre. De chaque côté, les armées sont en situation de bataille depuis le 21 juin. La tradition veut que Charles ait établi son camp à Thury, sur la colline du Roichat.
Lothaire et Pépin II vont l'emporter quand tout d'un coup, l'arrivée de Guérin, duc de Provence, à la tête d'une armée de Méridionaux renverse la situation. Si chacun a choisi son camp, ce n'est pas le cas du marquis Bernard de Septimanie, qui attend le résultat de l'affrontement avant de se diriger vers le vainqueur. Finalement, l’affrontement se termine par une éclatante victoire de Charles le Chauve et de son demi-frère Louis le Germanique. 
Cette bataille fut marquée d'une violence extrême.  
« On devine qu'il n'y a eu qu'un combat de cavalerie et que, de part et d'autre, peu d'hommes ont été engagés ». 
La question des troupes mobilisables par les Carolingiens a été très discutée : cela va de quelques milliers de combattants à 35 000 cavaliers suivis d'une masse de fantassins et d'auxiliaires pouvant aller jusqu'à 100 000 hommes. On sait par ailleurs que Louis le Pieux à la fin de son règne eut quelque difficulté à réunir suffisamment de combattants pour maintenir la défense de l'Empire aux frontières. Enfin, compte tenu du fait que le recrutement dépendait du système d'allégeances des vassaux à leur suzerain, il est permis de penser que les disputes continuelles entre les frères, ainsi que les attributions changeantes des territoires aux uns et aux autres, avaient pu saper la fidélité au monarque.
Une estimation, qui paraît basse pour une bataille de cette importance, nous est donnée par le seul contemporain qui en ait fourni une relation, Nithard.
Celui-ci nous raconte qu'au passage de la Seine, en crue, le 31 mars 841, Charles « remplit 28 navires d'hommes armés ». Sachant que ces navires étaient de grosses barques à fond plat, chacune d'elles ne pouvait guère embarquer plus de dix hommes avec leurs montures. Cette troupe complétée par des renforts venant de Bourgogne et d'Aquitaine est finalement estimée à 400 cavaliers.
Puisque d'après Nithard les guerriers de Louis étaient moins nombreux, on peut estimer à 700 cavaliers, environ, les forces des coalisés, celles de Lothaire à moins encore. Il est peu probable en outre, que des fantassins aient pris part à la bataille compte tenu du temps qui leur était nécessaire pour arriver sur les lieux.
En face d'eux, l'armée de Lothaire et de Pépin était à peu près de même force. Donc, le nombre de combattants en présence étant de l'ordre de 1 500 cavaliers, le nombre des morts peut s'évaluer à une ou deux centaines.

## Conséquences
En principe, Lothaire se réconcilie sur le tombeau de saint Germain à Auxerre, mais ce n'est qu'un simulacre, aussi le conflit reprend et le 14 février 842, sous une tempête de neige devant les remparts de Strasbourg, Charles et Louis échangèrent devant leurs armées des serments (qui sont les plus vieilles traces connues du pré-roman et du tudesque) destinés à renforcer leur alliance contre Lothaire. Ils obtiennent une nouvelle victoire à l'ouest de Coblence. Lothaire dut s'enfuir d'Aix-la-Chapelle en mars 842, se réfugiant à Lyon. 
Des préliminaires de paix furent signés dans une île de la Saône près de Mâcon, le 15 juin 842, dont sortit un traité de partage signé à Verdun au début août 843, confirmé à Yutz en 844 et amendé à Meerssen en 847. La Basse-Bourgogne avec les comtés des villes de Chalon, d'Autun, de Mâcon, de Nevers, d'Auxerre, de Sens, de Tonnerre, d'Avallon et de Dijon, est rattachée au royaume de Charles.

## L'obélisque de Fontenoy

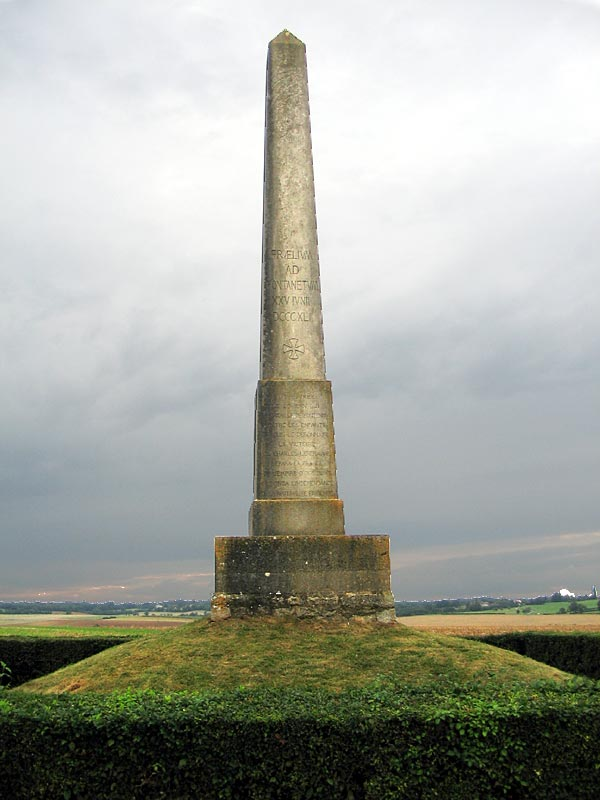
Obélisque commémorant la bataille de Fontenoy-en-Puisaye (841).

En 1860, un obélisque fut érigé en commémoration de la bataille, sur une colline dominant le village de Fontenoy-en-Puisaye. Il se trouve sur la rue de l'Obélisque, sur la départementale 3 au sud de la ville.
On peut lire sur l'obélisque :
« PRÆLIUM AD FONTANETUM DCCCXLI »
(Bataille de Fontenoy, 841)
Et sur le piédestal :
« ICI FUT LIVRÉE LE 25 JUIN 841
LA BATAILLE DE FONTENOY
ENTRE LES ENFANTS DE LOUIS LE DÉBONNAIRE.
LA VICTOIRE DE CHARLES LE CHAUVE
SÉPARA LA FRANCE DE L'EMPIRE D'OCCIDENT
ET FONDA L'INDÉPENDANCE
DE LA NATIONALITÉ FRANÇAISE »